# アームドF
『アームドF』(Armed F)とは、1988年に日本物産（ニチブツ）から稼働されたアーケード用縦スクロールシューティング。キャッチコピーは「リバースするフォーメーションが君のハートを熱くする!!」。
「フォーメーション アームドF」と誤表記される場合があるが、正式には「アームドF」であり「フォーメーション」は付かない。
1990年にPCエンジン用ソフトとして移植された他、アーケード版は2016年にPlayStation 4用ソフト、2019年にNintendo Switch用ソフトとしてアーケードアーカイブスにて配信された。

## 概要
1レバー＋2ボタンで自機を操作。
アーマーが付くアイテムを入手すると自機の左右両側にアーマーが付く。アーマーは同じ種類のアイテムを続けて取ることにより3段階までパワーアップ可能。アーマーは無敵で、敵の弾を防いだり、敵にめり込ませて攻撃する事ができる。
フォーメーションボタンを押すとアーマーの攻撃方向を前方と後方と切り替えることができる。
Fマークがある状態でフォーメーションボタンを押すと、Fマークをひとつ消費して自機の斜め前方にアーマーを展開させる事ができ、同時に自機のショットがパワーアップする。このときフォーメーションボタンを押すと、アーマーを自機の斜め後方に展開させる。但しアーマーを後方攻撃に切り替えた状態でフォーメーションの効果が切れるとアーマーは後方攻撃のまま固定され、Fマークがある状態で前方へ戻すにはFマークをひとつ消費する必要がある。
アーマーが付くアイテム
- レーザーアイテム - アーマーの正面から威力の高いレーザーを放つ。
- ボンバーアイテム - アーマーの左右横からショットを放つ。パワーアップすると広範囲をカバーするようになる。
- クラッシャーアイテム - アーマーの左右斜め前方から横長に広がるショットを放つ。
- ミサイルアイテム - アーマーの後方から敵をホーミングするミサイルを放つ。パワーアップすると弾数が増える。

その他アイテム
- フォーメーションアイテム - Fマークがストックされる。Fマークが2つ以下の時に取るとFマークが3つに、3つの時に取るとFマークが4つになる。
- スピードアイテム - 自機のスピードがアップする。
- 得点アイテム - スコアが1000点増える。

## 移植版
| No. | タイトル  | 発売日            | 対応機種                                | 開発元         | 発売元               | メディア                                | 型式   | 売上本数 | 備考               |
| --- | --------- | ----------------- | --------------------------------------- | -------------- | -------------------- | --------------------------------------- | ------ | -------- | ------------------ |
| 1   | アームドF | 1990年3月23日     | PCエンジン                              | ビッグ・クラブ | パック・イン・ビデオ | 2メガビットHuCARD                       | PV2004 | -        |                    |
| 2   | アームドF | INT 2016年5月27日 | PlayStation 4 (PlayStation Network)     | -              | ハムスター           | ダウンロード （アーケードアーカイブス） | -      | -        | アーケード版の移植 |
| 3   | アームドF | 2019年3月28日     | Nintendo Switch (ニンテンドーeショップ) | -              | ハムスター           | ダウンロード （アーケードアーカイブス） | -      | -        | アーケード版の移植 |

PCエンジン版
- パック・イン・ビデオから発売された。アーケード版と異なる部分が複数あり、背景の書き込みが簡略化されている他、敵が発射する弾のアルゴリズムがアーケード版とは異なっていたり、自機と敵・敵弾・障害物との当たり判定もアーケード版より大きい。また、アーケード版のFM音源(OPL)とは大きく異なるPCエンジンの音源の特性などから、音楽や効果音の雰囲気はアーケード版とはかなり異なる。

PlayStation 4
- アーケードアーカイブスの1作品として配信。アーケード版の移植となる。

Nintendo Switch
- アーケードアーカイブスの1作品として配信。アーケード版の移植となる。

## スタッフ
アーケード版
- ディレクター：たなかたかのり
- 企画：こばやしともあき
- メイン・プログラマー：とみやまおさむ、ふじわらさとし
- メイン・デザイナー：筒井久弥、くぼたしんじ
- デザイナー：たなかたかのり
- ミュージシャン：吉田健志
- ハード・デザイナー：しきいさお
- スペシャル・サンクス：きたばたひろし

PCエンジン版
- プロデュース：飯田英子
- プログラム：かわぐちてるあき、たかみとおる
- デザイン：榊原芳治、こうちあきひろ
- マッピング：かなうちとしあき

## 評価
PCエンジン版
ゲーム誌『ファミコン通信』の「クロスレビュー」では合計で23点（満40点）、『月刊PCエンジン』では70・80・75・75・65の平均73点（満100点）、『マル勝PCエンジン』では4・6・6・5の合計21点、『PC Engine FAN』の読者投票による「ゲーム通信簿」での評価は以下の通りとなっており、18.79点（満30点）となっている。
また、この得点はPCエンジン全ソフトの中で416位（485本中、1993年時点）となっている。
同雑誌1993年10月号特別付録の「PCエンジンオールカタログ'93」では、「このゲームの特徴はオプションのフォーメーションチェンジによる攻撃にある。これによって前だけでなく、後ろへの攻撃も可能だ。多彩な攻撃方法がウリの1つ。不気味な背景が独特の雰囲気をかもしだしている」と紹介されている。
| 項目 | キャラクタ | 音楽 | 操作性 | 熱中度 | お買得度 | オリジナリティ | 総合  |
| 得点 | 3.41       | 2.95 | 2.91   | 3.43   | 3.00     | 3.09           | 18.79 |